# Sport athlétique mérignacais (football)
Maillots
Dernière mise à jour : 20 octobre 2022.
Le Sport Athlétique Mérignacais Football abrégé en SA Mérignac Football ou encore en SAM est un club de football français fondé en 1942 à Mérignac, près de Bordeaux. 
C'est l'un des deux clubs de football de cette commune de la banlieue bordelaise avec le Football Club des Écureuils de Mérignac-Arlac.  
Présidé par Bernard Toulouse, le club évolue actuellement en championnat Régional 1 de la Ligue de football de Nouvelle-Aquitaine.

## SA Mérignac omnisports
Avant d'être un club de football, le SAM est l'un des plus importants clubs omnisports de la région Nouvelle-Aquitaine. Ce dernier fut fondé en 1972 à la suite de la fusion entre le  Stade Amical Mérignacais, le Sport Athlétique de Bordeaux-Mérignac, la Vie au Grand Air du Médoc et le Patronage laïc de Jules Ferry.  

## Repères historiques
- 1942 : fondation du club en tant que section football du Stade Amical Mérignacais
- 1974 : Division d'Honneur (4e division)
- 1980-1981 : Division d'Honneur (5e division)
- 1983-1986 : Division 4
- 1987-1995 : Division d'Honneur (5e et 6e division)
- 1996-1997 : National 3 (5e division)
- 1998 : CFA 2 (5e division)
- 1999-2009 : Division d'Honneur (6e division)
- 2009-2012 : CFA 2 (5e division)
- Depuis 2012 : Division d'Honneur (6e division)

## Palmarès
- Champion DH Aquitaine : 1982, 1995, 2009

## Joueurs célèbres
- Lilian Laslandes :
- Frédéric Da Rocha : 1989-1990

## Logos

Ancien logo
Logo depuis 2017.